# مقاطعة خراسان

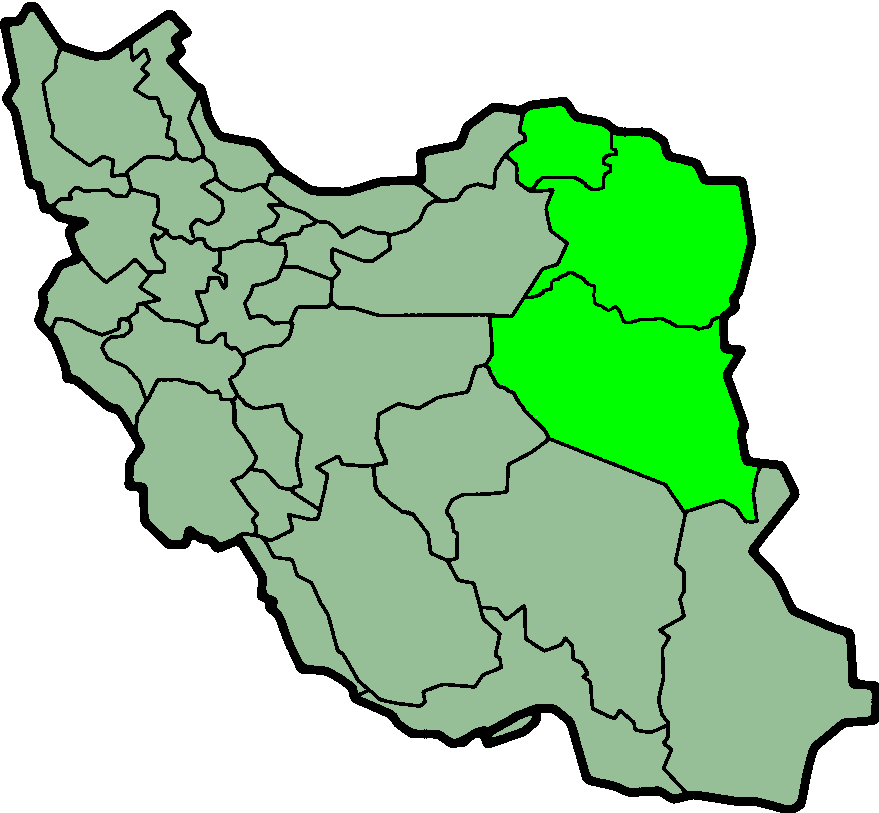
خراسان الإيرانية

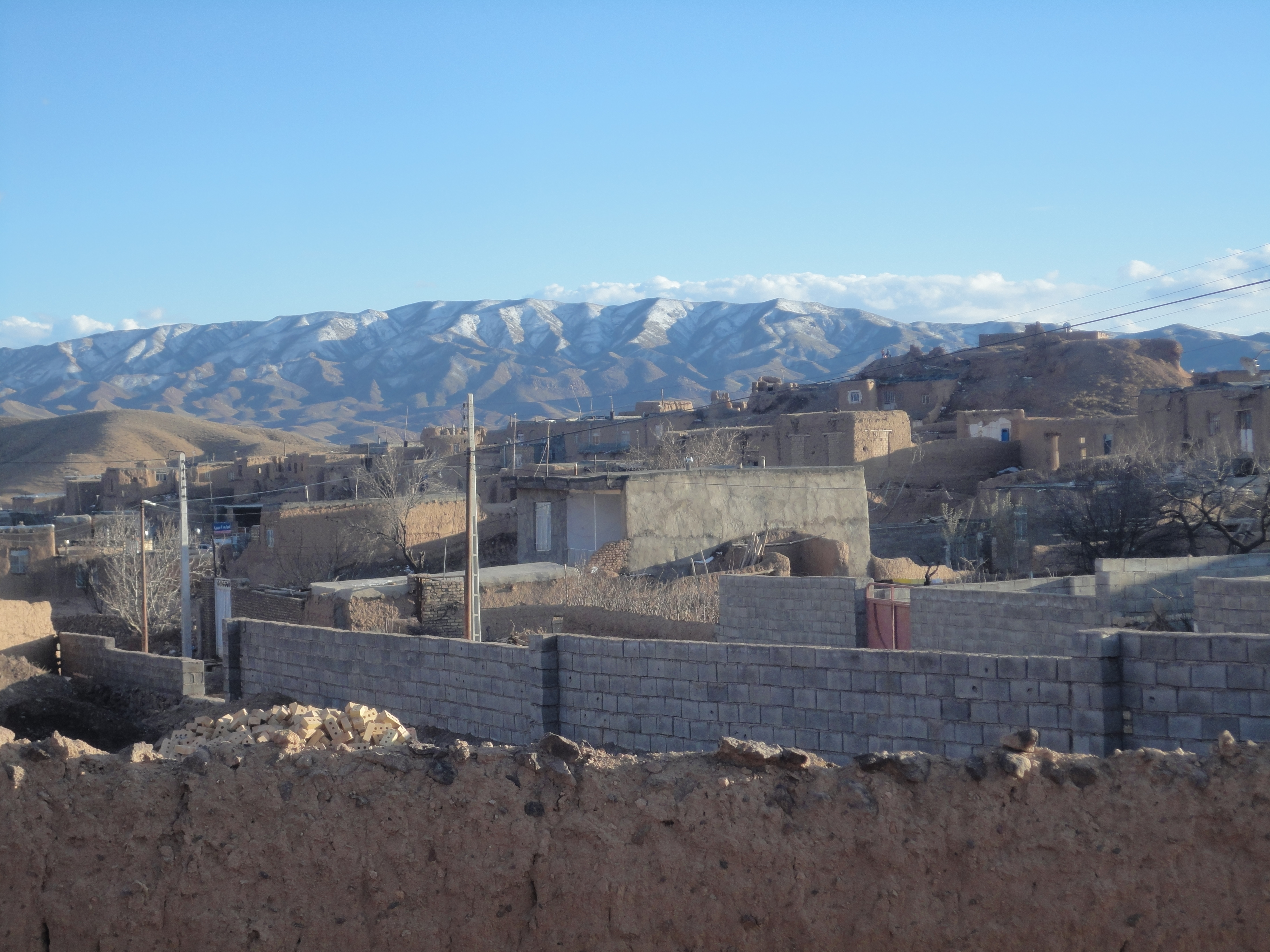
قرية «معدان» قرب نيسابور

خراسان إقليم في شرق إيران اليوم. وهو يختلف عن اقليم خراسان القديم الذي كان يشمل مناطق أوسع.
يطلق هذا الاسم اليوم على محافظة في شمال شرق إيران، تم تقسيمها مؤخراً إلى ثلاثة محافظات تدعى:
- محافظة خراسان الشمالية
- محافظة خراسان الجنوبية
- محافظة خراسان رضوي

(انظر محافظات إيران).

## أعلام
- محمود شاه هوتاكي
- أبو جعفر الخازن
- عادل شاه
- إبراهيم شاه الأفشاري
- أبو منصور الدقيقي الطوسي